# 팔마디몬테키아로

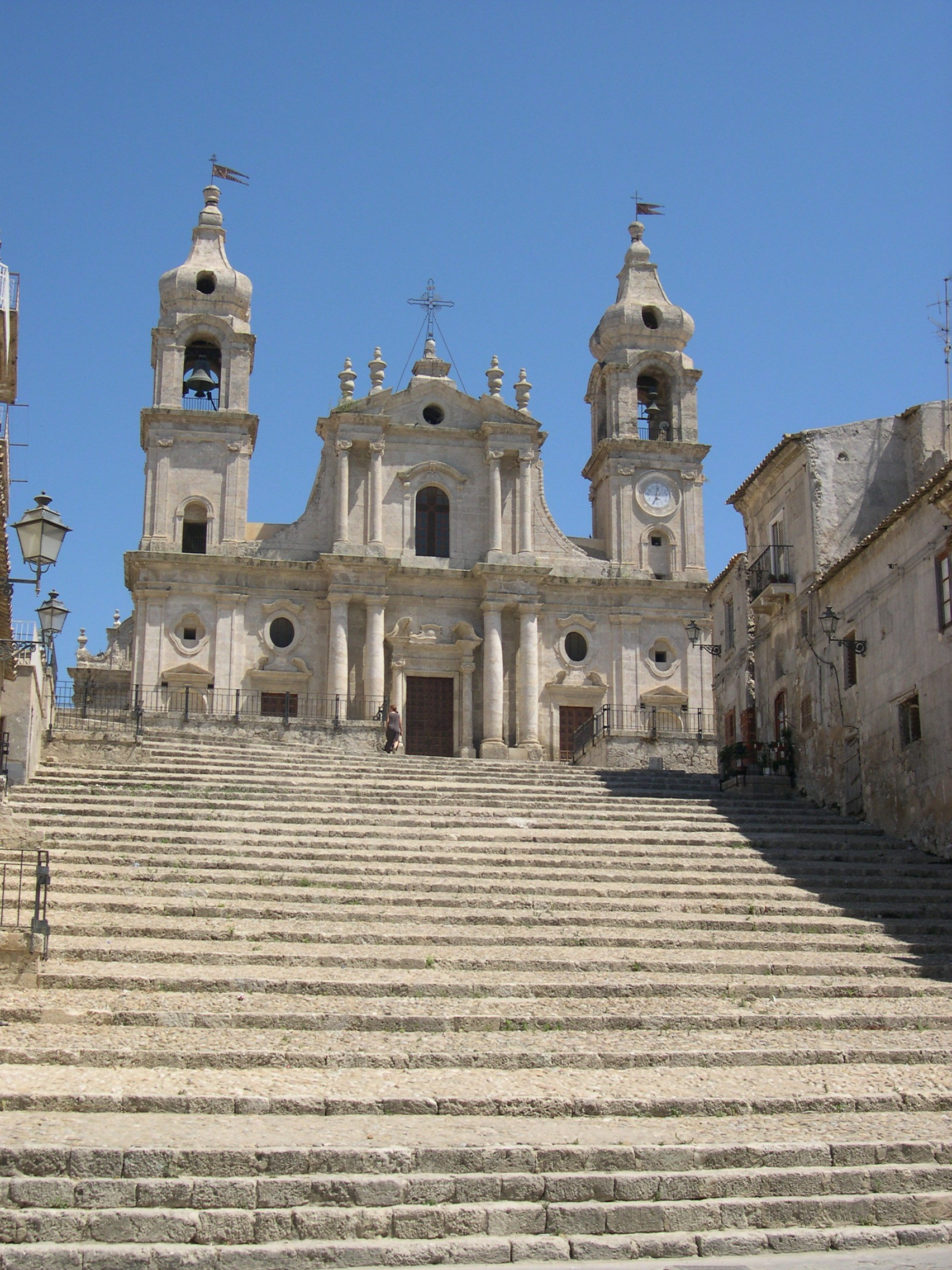
팔마디몬테키아로

팔마디몬테키아로(이탈리아어: Palma di Montechiaro, 시칠리아어: Parma di Muntichiaru)는 이탈리아 시칠리아 아그리젠토도에 위치한 코무네로 면적은 76km2, 높이는 165m, 인구는 23,927명(2011년 12월 31일 기준), 인구 밀도는 310명/km2이다.